# Pyrenopeziza betulina
Pyrenopeziza betulina är en svampart som först beskrevs av Alb. & Schwein., och fick sitt nu gällande namn av Rauschert 1988. Pyrenopeziza betulina ingår i släktet Pyrenopeziza, ordningen disksvampar, klassen Leotiomycetes, divisionen sporsäcksvampar och riket svampar.   Inga underarter finns listade i Catalogue of Life.